# Tephrocactus alexanderi
Tephrocactus alexanderi ist eine Pflanzenart der Gattung Tephrocactus aus der Familie der Kakteengewächse (Cactaceae). Das Artepitheton alexanderi ehrt W. B. Alexander, der die Art entdeckte.

## Beschreibung
Tephrocactus alexanderi wächst in lockeren bis kompakten Gruppen mit bis zu 100 Zentimeter im Durchmesser und wird bis zu 50 Zentimeter hoch. Die kugeligen Triebsegmente sind etwas verlängert und gehöckert und werden 2,5 bis 6 Zentimeter lang und 3 bis 7 Zentimeter im Durchmesser. Pro Segment werden bis zu 100 dornenbesetzte Areolen ausgebildet. Die geraden, drehrunden und kräftigen Dornen sind in der Regel abstehend. Pro Areole werden bis zu 15, manchmal auch bis zu 25 Stück ausgebildet. Sie sind meist grau oder braun gefärbt.
Die weiß bis rosa gefärbten Blüten sind 3 bis 7 Zentimeter lang und 4 bis 11 Zentimeter im Durchmesser. Das kugelige oder kurz zylindrische Perikarpell ist 1 bis 2 Zentimeter lang und mit vielen Dornen besetzt. Die kugeligen bis eiförmigen Früchte sind bis 2,5 Zentimeter lang und werden bis 2,2 Zentimeter im Durchmesser. Sie sind grünlich grau bis rotgrau gefärbt, dünnwandig und meist mit Dornen besetzt.

## Verbreitung, Systematik und Gefährdung
Tephrocactus alexanderi ist im Norden von Argentinien in den Provinzen Catamarca, La Rioja, San Juan und San Luis auf sehr trockenen und steinigen Böden in Höhenlagen von 500 bis 1500 Metern (auch bis 2800 Meter) verbreitet.
Die Erstbeschreibung als Opuntia alexanderi durch Nathaniel Lord Britton und Joseph Nelson Rose wurde 1923 veröffentlicht. Curt Backeberg stellte die Art 1953 in die Gattung Tephrocactus.
In der Roten Liste gefährdeter Arten der IUCN wird die Art als „Least Concern (LC)“, d. h. als nicht gefährdet geführt. Die Entwicklung der Populationen wird als stabil angesehen.

## Nachweise